# 1990年7月逝世人物列表
1990年逝世人物列表：1月 - 2月 - 3月 - 4月 - 5月 - 6月 - 7月 - 8月 - 9月 - 10月 - 11月 - 12月
1990年7月逝世人物列表，是用於匯總1990年7月期間逝世人物的列表。

## 依日期排序

### 1日
- 派特·菲爾德，79歲，澳大利亞政治家，自殺。
- Paul Gondjout，78歲，加彭政治家。
- 洛裡·亨特，90歲，紐西蘭政治家。
- 安娜·派克，48歲，英國女演員，癌症。[1]
- 埃裡克·羅傑斯，87歲，英國物理學家。[2]
- Jurriaan Schrofer，64歲，荷蘭藝術家。[3]
- 伊萬·謝羅夫，84歲，俄羅斯情報官員，克格勃負責人（1954-1958）。
- 威廉·溫克爾曼，102歲，荷蘭奧運會田徑運動員（1908年）。[4]

### 2日
- 西爾維娜·布爾裡奇，74歲，阿根廷小說家，肺癌。[5]
- 伯特·康納利，81歲，加拿大冰球運動員。[6]
- 路德維希·弗朗茨，67歲，德國政治家。
- 馬里恩·賴斯·哈特，98歲，美國運動員。[7]
- 斯努基·蘭森，76歲，美國歌手和電視名人。[8]
- 米爾德里德·斯科特·歐姆斯特德，99歲，美國和平活動家。[9]

### 3日
- 阿尔芒·阿佩尔，85歲，法國拳擊手。[10]
- 菩提斯瓦蘭，88歲，印度詩人。
- 莫裡斯·吉羅迪亞斯，71歲，法國出版商，心臟病發作。[11]
- 波西·鐘斯，80歲，美式橄欖球運動員。[12]
- 維克·奧爾森，86歲，紐西蘭賽艇運動員。

### 4日
- 菲尔·博格斯，40歲，美國奧運跳水運動員（1976年），淋巴瘤。[13]
- 奧利弗·安·伯恩斯，65歲，美國小說家，心力衰竭。[14]
- 貝弗利格蘭特，53歲，美國女演員，癌症。
- 馬歇爾·霍爾，79歲，美國數學家。[15]
- 斯威尼·施林納，78歲，俄羅斯出生的加拿大冰球運動員。[16]
- 威利·索亞，54歲，德國足球運動員。[17]
- 納撒尼爾·惠氏，78歲，美國工程師和發明家。

### 5日
- 伊迪絲·布爾布林，86歲，德裔英國生理學家。
- 湯姆·柯倫，79歲，美國奧運賽艇運動員（1936年）。[18]
- 尤金·古斯，84歲，奧地利裔美國物理學家。
- 提斯特·尤萊特·哈里斯，87歲，澳大利亞植物學家。[19]
- 赫爾穆特·威廉，84歲，德裔美國漢學家。

### 6日
- 威廉·R·希金斯，45歲，美國上校，酷刑謀殺案。（在這一天宣佈死亡）。
- 阿爾弗雷德·馬西克，93歲，俄裔美國跑步者。[20]
- 喬治·施密特，63歲，奧地利足球經理。[21]
- 安潔兒·薩馬里帕，77歲，墨西哥藝術家，腎衰竭。

### 7日
- Don Bessent，59歲，美國棒球運動員，酒精中毒。[22]
- 卡祖扎，32歲，巴西音樂家，愛滋病。
- 比爾·卡倫，70歲，美國電視名人（我有一個秘密），肺癌。[23]
- 雨果·埃諾米亞-拉薩爾，91歲，德國跨信仰牧師。[24]
- Pu Laldenga，63歲，印度政治家，肺癌。[25]
- 湯米·普爾，55歲，美國奧林匹克運動射擊運動員（1964年）。[26]

### 8日
- 喬·阿皮亞，71歲，迦納律師、政治家和政治家。[27]
- 理查·巴里·伯恩斯坦，66歲，美國物理化學家，心臟病發作。[28]
- 伊萬·布萊克，77歲，澳大利亞政治家。
- R.R.M.Carpenter， Jr.，74歲，美國棒球主管，癌症。
- Amélia Rey Colaço，92歲，葡萄牙演員。
- 霍華德·達夫，76歲，美國演員，心臟病發作。[29]
- 漢斯·法弗里，56歲，荷蘭詩人。[30]
- 約翰·加爾巴厘，79歲，澳大利亞政治家
- 瑪律科姆·希爾頓，61歲，英國板球運動員。
- 羅伯特·莫爾佐，81歲，法國演員。
- Aage Stentoft，76歲，丹麥作曲家。
- 喬治·愛德華·惠勒，75歲，美國奧林匹克體操運動員（1936年）。[31]
- 大衛·威德，92歲，美國數學家。[32]

### 9日
- Hélène Boschi，72歲，瑞士-法國鋼琴家。
- 勒內·查納斯，76歲，法國電影導演、編劇和電影製片人。[33]
- 桑尼·鄧納姆，78歲，美國小號手，癌症。
- 赫塔·菲斯特，94歲，德國表現主義舞蹈家和編舞家。[34]
- 弗農·西蒙·普萊米恩·格蘭特，88歲，美國插畫家。[35]
- Maire Gullichsen，83歲，芬蘭藝術收藏家。[36]
- 拉格納·奧爾森，76歲，挪威奧運競走運動員（1952年）。[37]
- Horst Rittel，59歲，德國設計理論家。
- 埃裡克·M·沃伯格，90歲，德國銀行家。[38]
- 弗里德里希·魏格納，83歲，德國病理學家。

### 10日
- 阿蘭·查佩爾，52歲，法國廚師，中風。[39]
- 維迪亞·達爾·馬哈詹，77歲，印度歷史學家和政治學家。
- 唐納德·麥加夫蘭，92歲，印度裔美國宣教學家。[40]
- 謝爾蓋·魯堅科，85歲，蘇聯將軍。
- 阿爾弗雷德·里安，86歲，澳大利亞足球運動員和板球運動員。

### 11日
- 伊格納西奧·阿吉雷，89歲，墨西哥畫家和雕刻師。
- 史蒂夫·拉賓諾維奇，47歲，加拿大奧運會游泳運動員（1960年）。[41]
- 厄爾·斯圖爾特，68歲，美國高爾夫球手。[42]
- 喬治·沃茨，75歲，美式足球運動員。[43]
- 孙瑜，90歲，中國電影導演。[44]

### 12日
- 比爾·伯魯德，65歲，美國兒童演員和電視節目主持人，心臟病發作。[45]
- 楊金虎，91歲，臺灣政治家。
- 薩夫庫茲·扎拉索夫，60歲，蘇聯摔跤運動員和奧運獎牌得主。[46]
- 瓊·惠特尼·克萊默，76歲，美國音樂家，患有阿爾茨海默病。[47]
- 保羅·雷普斯，94歲，美國詩人。[48]
- 若昂·薩爾達尼亞，73歲，巴西足球教練。

### 13日
- Alaattin Baydar，88-89，土耳其足球運動員。[49]
- George L. Mabry Jr.，72歲，美國將軍，前列腺癌。[50]
- 露易絲·莫蘭，81歲，美國女演員，癌症。[51]
- 蘿拉·珀爾斯，84歲，德國心理學家。[52]

### 14日
- 拉爾夫·漢弗萊，58歲，美國畫家。[53]
- 菲力浦·利科克，72歲，英國電影製片人。[54]
- 迭戈·奧爾多涅斯，86歲，西班牙奧運短跑運動員（1920年、1924年、1928年）。 [55]
- 沃爾特·塞德邁爾，64歲，德國演員，被謀殺。

### 15日
- 奧列格·卡根，43歲，蘇聯小提琴家，癌症。[56]
- 波爾·拉森，73歲，丹麥皮划艇運動員和奧運選手。[57]
- 艾莉森·萊格特，86歲，英國女演員。[58]
- 瑪格麗特洛克伍德，73歲，英國女演員，肝硬化。[59]
- Alexandre Pawlisiak，77歲，法國自行車賽車手。[60]
- 奧瑪律·阿布·里沙，80歲，敘利亞外交官和詩人。[61]
- Enn Roos，81歲，蘇聯雕塑家。
- Trouble t-roy，22歲，美國嘻哈舞者，跌倒受傷。
- 巴德·薩克里，87歲，美國電影攝影師。
- 扎伊姆·托普契奇，70歲，南斯拉夫小說家。
- Wilhelm Vorwerg，90歲，德國演員和藝術總監。

### 16日
- 湯瑪斯·布蘭科，79歲，西班牙演員。[62]
- Mogens Fog，86歲，丹麥政治家。
- 米哈伊爾·馬圖索夫斯基，74歲，蘇聯詩人。
- 米格爾·穆尼奧斯，68歲，西班牙足球運動員，內出血。[63]
- 瓦倫丁·皮庫爾，62歲，蘇聯小說家，心臟病發作。[64]
- 西德尼·托奇，82歲，英國音樂家，吸毒過量自殺。[65]

### 17日
- 伯納德·考恩，68歲，加拿大演員和電視製片人。
- 利迪亞·金茨堡，88歲，蘇聯文學評論家。
- 古列爾莫·喬瓦尼尼，64歲，義大利足球運動員。[66]
- 威爾夫·格蘭特，69歲，英格蘭足球運動員。[67]
- 小愛德華·A·墨菲，72歲，美國航空航天工程師，與摩菲定理同名。

### 18日
- 陳立品，79歲，香港演員。
- Gerry Boulet，44歲，加拿大歌手，癌症。
- 伊夫·查蘭德，33歲，法國漫畫家，交通事故。[68]
- 安德列·查斯特爾，77歲，法國藝術史學家。[69]
- 喬治·達高，79歲，法國出版商。[70]
- 羅伊·費根，84歲，澳大利亞政治家。
- Karl Menninger，96歲，美國精神病學家，腹部癌症。[71]
- 尹潽善，92歲，韓國政治家，總統（1960-1962），糖尿病。
- 約翰尼·韋恩，72歲，加拿大喜劇演員，腦癌。[72]
- Štefan Čambal，81歲，捷克斯洛伐克足球運動員。

### 19日
- 埃吉爾·阿爾維克，77歲，挪威政治家。[73]
- 赫爾穆特·貝克爾，63歲，德國葡萄栽培師。
- 格奧爾基·布爾科夫，57歲，蘇聯演員，血栓形成。
- 丹尼爾·杜·賈內朗，71歲，法國畫家、壁畫家和書籍插畫家。[74]
- 古斯曼·科薩諾夫，55歲，蘇聯奧運短跑運動員（1960年，1964年），自殺。 [75]
- 埃迪·奎蘭，83歲，美國演員，癌症。[76]

### 20日
- 奧古斯特·鄧尼斯，84歲，象牙海岸政治家和國家元首。[77]
- 謝爾蓋·帕拉賈諾夫，66歲，蘇聯電影製片人，癌症。[78]
- 克拉拉·謝龍斯卡-科斯特熱瓦，76歲，波蘭奧運體操運動員（1936年）。[79]
- 布魯諾·斯普利思，73歲，德國水手。[80]

### 21日
- 海托爾·卡納利，80歲，巴西足球運動員。
- 薩沙·皮托夫，70歲，瑞士演員。[81]
- 斯坦利·夏皮羅，65歲，美國編劇。[82]
- P.R.沙馬拉，59歲，印度小說家。
- 喬·特納，82歲，美國鋼琴家，心臟病發作。[83]
- 裡奇·沃格勒，39歲，美國賽車手，賽車碰撞。

### 22日
- 雷·莫比，68歲，英國政治家。
- Preben Neergaard，70歲，丹麥演員。[84]
- 曼努埃爾·普伊格，57歲，阿根廷小說家，心臟病發作。[85]
- 愛德華·斯特列爾佐夫，53歲，蘇聯足球運動員，喉癌。[86]

### 23日
- 奧托·安布羅斯，89歲，二戰期間的德國化學家和戰犯。[87]
- 喬治·弗拉曼特，86歲，法國電影演員。[88]
- 皮埃爾·甘登，91歲，法國插畫家和雕刻師。[89]
- 詹姆斯·D·哈特，79歲，美國文學家，腦癌。[90]
- 麥克斯韋·牛頓，61歲，澳大利亞出版商。[91]
- 伯特·索默，41歲，美國歌手和演員，患有呼吸系統疾病。
- 高柳健次郎，91歲，日本工程師和電視先驅，肺炎。[92]

### 24日
- 蜜雪兒·博納，56歲，法國演員，癌症患者。[93]
- 艾倫·約翰·克拉克，54歲，英國電影製片人，肺癌。[94]
- 科恩·迪倫，63歲，荷蘭足球運動員，心臟病發作。[95]
- 帕斯誇萊·福納拉，65歲，義大利賽車手。[96]
- 弗雷迪·塔瓦雷斯，77歲，美國設計師、工程師和音樂家。
- 阿諾·阿圖爾·瓦赫曼，88歲，德國天文學家。
- 安迪·沃爾，94歲，美國棒球運動員。[97]

### 25日
- Jean Fourastié，83歲，法國公務員、經濟學家和知識份子。[98]
- Winefreda Geonzon，48歲，菲律賓律師，癌症。
- 山姆·格蘭傑，60歲，美國漫畫家（漫威漫畫）。
- 卡希姆·易卜拉欣，80歲，奈及利亞政治家。
- 阿爾弗雷多·皮安，77歲，阿根廷賽車手。
- S. A. Rahman，87歲，巴基斯坦法官。
- 保羅·香農，80歲，美國廣播電視播音員，腦癌。[99]
- 庫茲曼·索蒂羅維奇，81歲，南斯拉夫足球運動員。[100]

### 26日
- Leo Duyndam，42歲，荷蘭公路自行車賽車手，心臟病發作。[101]
- 布倫特·米德蘭，37歲，美國鍵盤手（The Grateful Dead），吸毒過量。[102]
- 阿尔伯特·罗斯，80歲，美國物理學家，肺癌。[103]
- 喬治·斯卡拉蒂，68歲，義大利賽車手。
- 約翰·西爾維斯特，85-86歲，美國海軍上將。[104]

### 27日
- 伊莉莎白·艾倫，80歲，英國女演員。[105]
- 歐內斯特·阿切爾，80歲，英國藝術總監。
- 鮑比·戴，60歲，美國歌手（“Rockin' Robin”），前列腺癌。[106]
- 吉米·德薩納，40歲，美國藝術家，愛滋病患者。[107]
- 埃德·埃姆什維勒，65歲，美國視覺藝術家，癌症。[108]
- 馬克辛·蓋茨，73歲，美國女演員，呼吸衰竭。

### 28日
- 雷德·巴雷特，75歲，美國棒球運動員。[109]
- 莫裡斯·布拉德爾，89歲，英國演員和作家。[110]
- 吉爾·埃斯蒙德，82歲，英國女演員。[111]
- 蘭斯洛特·萊恩，特立尼達和多巴哥音樂家。

### 29日
- 喬治·康雄，65歲，法國作家。[112]
- 赫伯特·O·費舍爾，81歲，美國航空業高管，心力衰竭。[113]
- 布魯諾·克賴斯基，79歲，奧地利政治家，總理（1970-1983），心力衰竭。[114]
- 蔡翹，92歲，中國生理學家、內科醫生。
- 亞瑟·撒母耳，88歲，美國計算機科學家。[115]

### 30日
- 第9代波特蘭爵維克多·卡文迪什-本廷克，93歲，英國外交官。
- 朗塞洛特·弗萊明，83歲，英國聖公會主教。[116]
- 伊恩·高，53歲，英國政治家，汽車爆炸案。
- 古斯塔夫·瓊森，87歲，瑞典滑雪運動員。[117]
- 卡爾·韋伯，74歲，美國演員，心力衰竭。[118]

### 31日
- 洛厄爾·大衛森，48歲，美國鋼琴家，肺結核。
- 尼古拉·吉奧桑，68歲，羅馬尼亞農業工程師和政治家。
- 阿爾伯特·勒杜克，87歲，加拿大冰球運動員。[119]
- 威廉·諾瓦克，92歲，德國經濟學家和政治家。
- 洛夫羅·拉東吉奇，62歲，南斯拉夫水球運動員和奧運獎牌得主。[120]
- 費爾南多·桑喬，74歲，西班牙演員，胰腺癌。[121]
- 盧德格·韋斯特裡克，95歲，德國政治家。